# کمر د لس ریس
کمر د لس ریس (انگلیسی: Kamar de los Reyes؛ زادهٔ ۸ نوامبر ۱۹۶۷ – درگذشتهٔ ۲۴ دسامبر ۲۰۲۳) یک هنرپیشه، و بازیگر سینما اهل پورتوریکو بود.